# Polichno (Slovaquie)
Pour les articles homonymes, voir Polichno.
Polichno (hongrois : Parlagos) est un village de Slovaquie situé dans la région de Banská Bystrica.

## Histoire
La première mention écrite du village date de 1467.

## Démographie

### Évolution de la population
| Année:               | 1994. | 2004.    | 2014.   | 2024.    |
| -------------------- | ----- | -------- | ------- | -------- |
| Nombre de personnes: | 123   | 149      | 140     | 124      |
| Différence:          |       | +21,13 % | -6,04 % | -11,42 % |

| Année:               | 2023. | 2024. |
| -------------------- | ----- | ----- |
| Nombre de personnes: | 124   | 124   |
| Différence:          |       | +0 %  |

## Personnalités liées au village
- Božena Slančíková-Timrava (1867-1951), écrivaine, est née à Polichno.